# Beinn Bhrotain
Beinn Bhrotain är ett berg i Storbritannien.   Det ligger i kommunen Aberdeenshire och riksdelen Skottland, i den norra delen av landet, 600 km norr om huvudstaden London. Toppen på Beinn Bhrotain är 1 157 meter över havet, eller 279 meter över den omgivande terrängen. Bredden vid basen är 5,7 km.
Terrängen runt Beinn Bhrotain är huvudsakligen kuperad.Runt Beinn Bhrotain är det mycket glesbefolkat, med 3 invånare per kvadratkilometer. Närmaste större samhälle är Braemar, 18,7 km öster om Beinn Bhrotain. Omgivningarna runt Beinn Bhrotain är i huvudsak ett öppet busklandskap.